# 鋼鉄紅女
『鋼鉄紅女』（こうてつこうじょ、Iron Widow）はシーラン・ジェイ・ジャオによる2021年カナダのYAサイエンス・ファンタジー小説。この小説は、中世中国を未来的に再解釈した華夏を舞台に、中国の女帝武則天の台頭をメカで再構築したものである。
『鋼鉄紅女』はニューヨーク・タイムズ紙のベストセラーであり、2022年8月まで、39週連続でランクインし続けた。2021年英国SF協会賞若年読者向け部門を受賞し、2022年ローカス賞2部門、2022年ロデスター賞ベスト・ヤングアダルト・ブックにノミネートされている。

## 背景
2020年3月、シーラン・ジェイ・ジャオはペンギン・ティーン・カナダと2冊の契約を結び、西暦600年代後半の中国の女帝、武則天の台頭を再創造した。ワンワールド・パブリケーションズの児童書部門であるロック・ザ・ボートが2021年5月にイギリスでの出版権を取得した。ジャオのデビュー作である『鋼鉄紅女』は、2021年9月21日に発売された。日本では中原尚哉による翻訳で2023年5月23日にハヤカワ文庫SFとして出版された。
パブリッシャーズ・ウィークリーでのインタビューで、ジャオは「中国の歴史上、後宮から権力に上り詰めた女性の中で彼女ほど象徴的な人物は他にいない。彼女を、女性差別の激しい世界に生きる10代の農民の少女が、突然巨大な戦闘機メカにアクセスできるようになったと想像し直すのは、信じられないほど楽しいことだった」と述べている。『新世紀エヴァンゲリオン』、『デジモン』、『進撃の巨人』など、数多くのアニメ番組が『鋼鉄紅女』のインスピレーション源となっている。特に、ジャオはツイッターのスレッドで、このストーリーは『ダーリン・イン・ザ・フランキス』の後半のエピソードにおける方向性に失望したことを受けて書かれたものだと述べている。

## 概要

### 設定
中世の中国を近未来的に再現した華夏（ホワシア）は、常に異星人、渾沌（フンドゥン）の攻撃を受けている。神秘的で目に見えない神々（天界評議会）に助けられ、人類は数年前の壊滅的な攻撃から立ち直り、文明の再建に取り組んでいる。人類は、倒した渾沌の亡骸を回収して、霊蛹機（れいようき）と呼ばれる巨大な戦闘メカを作ることを学んだ。
霊蛹機は、アジアの古典的な5つの要素に従って、気を解放できる霊圧の高い若い男性によって操縦される。メディアや憧れの人々から有名人のように扱われる男性パイロットは、自らの命を犠牲にしてまで、さらなる気を供給する女性パイロットである「妾女（しょうじょ）」に頼っている。妾女の死の危険を冒さない男女のペアは匹偶と呼ばれるが、稀であり、有名人の結婚のように扱われる。歴史上最強の男性パイロットは伝説の皇帝、秦政（チン・ジョン）で、治療法が見つかるまで病気を食い止めるため、彼の霊蛹機である黄龍の中で冷凍保存されていると噂されている。この場所は何世紀も前に渾沌によって奪われている。

### あらすじ
武則天は、霊蛹機の共同操縦者として死んだ姉の仇を討つため、妾女として入隊する。彼女は、妾女として死ねば金が手に入るからと娘を大切にする心ない家族を恨む。裕福な幼なじみの高易之と愛し合っていたにもかかわらず、彼女は姉の仇を討つことを決意する。姉の共同操縦士の楊広とペアを組むことに成功する。操縦中、則天は楊広が虐待した多くの少女たちの記憶を目にする。則天は彼を圧倒し、殺してしまう。その生存により、彼女は危険で稀有な 「鉄寡婦」の烙印を押される。彼女の霊圧は現在、非常に高いレベルにある。恐れられながらも徴兵された彼女は、女性パイロットの犠牲に頼る霊蛹機・システムを破壊することを決意する。
則天をコントロール下に置くため、軍は最強の男性パイロット、徴兵された犯罪者の李世民とペアを組ませる。彼女と世民は匹偶であり、その精神的な絆によって互いのことをより深く知ることになる。即天は、世民が実は若い女性を集団レイプした家族を殺害した優しい芸術家であり、軍隊が彼をコントロールするためにアルコール中毒を強要したことを知る。二人の関係は世間向けのショーとして始まったが、二人は恋に落ちる。二人が首都に移されたとき、易之は世天を生かすため、二人の訓練に協力できるよう糸を引く。易之は世民の中毒を治す手助けをし、則天と易之は密かに愛を再燃させる。易之、即天、世民は密かにポリアモラスな関係になる。
二人が巨大な渾沌を倒すために易之から気を借りた戦いがテレビで大々的に放映された後、易之は霊蛹機に合流する。3人は、霊蛹機のシステムが男性パイロットの生存に偏っているのではないかと疑う。世民と天則は高官を拷問するが、彼は女子も男子と同じように強い霊圧を持つ可能性が高いが、システムが男子パイロットの生存を保証するように操作されていると告白する。
失地での反撃の最中、別の霊蛹機が政府からの密命を受け、彼らを殺そうとする。世民は則天と易之をコックピットから追い出し、一人で霊蛹機を操縦するが、その緊張で命を落とす。則天は、失われた領土の遊牧民の助けを借りて、噂される秦の始皇帝の居場所を必死に探す。彼女は秦政をカプセルから目覚めさせ、黄龍を操縦させるなら彼の病気を治すと申し出る。その後、彼女は軍隊と首都を攻撃し、中央司令塔を破壊し、共同操縦士システムの真実をメディアに暴露する。武則天は華夏の新たな支配者「武后」として自らを確立し、易之とともに生き残った軍事・政治権力者を服従させる。
則天は世民の遺体を取り戻そうとするが、天界評議会に奪われてしまう。政府の秘密文書により、華夏が地球ではなく、実は別の惑星の植民地であることが明らかになる。渾沌は先住民で、侵略してくる人間から自らを守っている。則天がこの恐ろしい情報を世間に公表する前に、天界評議会は彼女に、もし彼女が自分たちに仕えれば、世民を復活させると忠告する。

## 登場人物
- 武則天（ウー・ゾーティエン）：「鉄寡婦」と呼ばれ、霊蛹機「朱雀」の副操縦士となる農民の少女。姉がパイロットとして犠牲になった後、華夏の性差別社会を倒そうとする。
- 李世民（リー・シーミン）：「鉄魔」、戎狄との混血で、武則天の朱雀の共同操縦士。現代華夏史上最強の気を持つために助命された元死刑囚である。アルコール依存症で、怒りを爆発させる傾向があるが、根は優しく繊細な一面もある。
- 高易之（英語版）（ガオ・イージー）：天則と世民の恋の相手で、華夏最大のメディア王の穏やかで上品な五男。天則と世民とポリアモラスな関係を築き、二人を処分しようとする政治勢力に対抗して二人を生かすために働く。彼は歴史上の武則天の何人かの恋人にインスパイアされた合成キャラクター（英語版）である[19]。
- 高俅（ガオ・チウ）：華夏で最も裕福なメディア王であり、地下で影響力を広げる悪徳実業家。当初は無関心だったが、やがて則天と世民のパブリックイメージを支えるため、独占的で有利なメディア契約に同意する。
- 司馬懿（スーマー・イー）：上級戦略家で、則天と世民の不本意な補佐役兼教育係。
- 安禄山（アン・ルーシャン）：隋唐辺境の参謀。則天と世民を特攻させ、戦場から追い出そうとするが、後に霊蛹機操縦システムに関する情報について2人に尋問される。
- 独孤伽羅（ドーグー・チエルオ）と楊堅（ヤン・ジェン）：それぞれ霊蛹機「白虎」の女性操縦士と男性操縦士。伽羅は則天の友好的な接近に対して冷たく敵対的である。
- 馬秀英（マー・シウイン）と朱元璋（ジュー・ユエンジャン）：霊蛹機「玄武」の女性パイロットと男性パイロット。秀英は則天に対して最初は友好的で助言を与えるが、元璋は栄帝の血を引く世民と伽羅に対して公然と敵対する。
- 秦政（チン・ジョン）：華夏の伝説的な支配者であり、皇帝級霊蛹機「黄龍」のパイロット。秦政の霊圧は現存するパイロットの中でも群を抜いている。彼は花痘と呼ばれる病気にかかり、崑崙山脈の自然の気を利用して、治療法が見つかるまでの間、自らを冬眠状態にした。噂によると、彼はまだそこに残っているが、彼を囲む領土は何千年もの間、渾沌によって奪われている。
- 楊広（ヤン・グアン）：霊蛹機「九尾狐」の男性パイロットで、妹を殺した則天の復讐の標的。
- 天界評議会：華夏を援助する神秘的で目に見えない神々。渾沌が文明を破壊した後、人類に失われた技術を提供し、社会を再建した。敗北した渾沌の抜け殻は回収され、天界評議会への供物として捧げられたり、霊蛹機に形を変えられたりする。統治者である賢人たちは、天界評議会から命令を受ける。

## 評価
ジェシカ・シンガーは、2021年にCBSニュースへの寄稿でBookTokがヤングアダルト小説の売り上げに与える影響を強調した。シンガーは「カナダ人作家シーラン・ジャオ・ジェイの『鋼鉄紅女』のような本は、9月下旬の発売前からすでにオンラインで人気を博している」と書いている。ペンギン・ランダムハウス・カナダの統合マーケティング・ディレクターのカーラ・サヴォイはシンガーに「カナダのインフルエンサーに対して本当に発信している本の一冊です。数週間前にシーランが（TikTokで）先行印刷分の開封動画を公開したところ、米国での先行販売数がその週に600%上昇した」と語った。『鋼鉄紅女』は発売後第一週にニューヨーク・タイムズ紙ベストセラーのヤングアダルト部門で1位を獲得した。2022年1月2日の週には5位に後退したが、2022年8月まで、39週連続でランクインし続けた。
本書はおおむね好意的な批評を受け、コメンテーターはクィアとフェミニズムのテーマに注目した。Tor.comのリンダ・コデガは、「世界観は想像力豊かで爆発的であり、メカバトルと再構築されたキャラクターの奇妙なミックスが戦闘シーンを盛り上げ、歴史ファンタジーに新たな神話を加えている」としながらも、登場人物たちが抑圧的な社会から直面する「根底にある女性差別やトランスフォビアを検証するには十分ではなかった」と述べている。しかし、『The Nerd Daily』のミミ・コーラーは、この本を「武則天の社会がどんな犠牲を払っても守ろうとする容赦のない不公平な性別役割分担と、それが人々の彼女への接し方だけでなく、彼女自身が他者にどう接するかにどう影響するかを深く掘り下げている」と評価し、『パシフィック・リム』や『侍女の物語』と比較した。
本書は、複数の年末の書籍リストに取り上げられた。ボストン・グローブ紙は同紙の「2021年のベストブック」リストに『鋼鉄紅女』を掲載し、「強烈でフェミニスト的なページターナーだ」と述べた。CBCブックスは「2021年のカナダの中学年とYAのベストブック」リストに掲載した。ビジネスインサイダーは『鋼鉄紅女』をGoodreadsの書評をもとに「2021年のヤングアダルト読者にもっとも人気のある20冊」リストで強調した。

## 受賞とノミネート
| 年     | 賞                                                 | 部門                                                             | 結果       | 参照          |
| ------ | -------------------------------------------------- | ---------------------------------------------------------------- | ---------- | ------------- |
| 2021年 | 英国SF協会賞                                       | 若年読者向け部門                                                 | 受賞       | [ 6 ]         |
| 2021年 | アンドレ・ノートン賞                               | アンドレ・ノートン賞                                             | ノミネート | [ 27 ]        |
| 2021年 | キッチーズ賞                                       | 金の触手（デビュー小説部門）                                     | ノミネート | [ 28 ]        |
| 2022年 | en:Pacific Northwest Booksellers Association Award | en:Pacific Northwest Booksellers Association Award               | 受賞       | [ 29 ]        |
| 2022年 | ロードスター賞                                     | ロードスター賞                                                   | Finalist   | [ 8 ] [ 30 ]  |
| 2022年 | バーンズ・アンド・ノーブル 児童書およびYA図書賞    | ヤングアダルト部門                                               | 受賞       | [ 31 ]        |
| 2022年 | ローカス賞                                         | 第一長編部門                                                     | ノミネート | [ 7 ] [ 32 ]  |
| 2022年 | ローカス賞                                         | ヤングアダルト部門                                               | ノミネート | [ 7 ] [ 32 ]  |
| 2022年 | CCBCブック賞                                       | アーリーン・バーリン賞サイエンス・フィクション＆ファンタジー部門 | 受賞       | [ 33 ] [ 34 ] |
| 2022年 | CCBCブック賞                                       | エイミー・マザーズ・ティーンズ・ブック賞                         | 受賞       | [ 35 ] [ 34 ] |

## 続編
ジャオは当初、『Heavenly Tyrant』と題された続編を2023年春にリリースすると発表していたが、後にリリースを2024年4月30日に延期すると発表した。彼人は以前、自身のTumblrブログで、この小説は「部分的な三国志の再話になる」とほのめかしていた。

## 書誌情報
- Xiran Jay Zhao (2021) (英語). Iron Widow. Penguin Teen Canad. ISBN 978-0735269934
- シーラン・ジェイ・ジャオ 著、中原尚哉 訳『鋼鉄紅女』早川書房〈ハヤカワ文庫SF〉、2023年。ISBN 978-4150124083。

## 映像化
- 2022年9月、ピクチャースタート（英語版）は『鋼鉄紅女』の映画化権のオプションを付けた。脚本にJ.C.リーを起用し、エリック・フェイグ（英語版）、ジェシカ・スイッチ、ジュリア・ハマーが製作することが発表された[41][42]。